# Derby basque (football)
Pour les articles homonymes, voir Derby basque.
Le Derby basque (en basque Euskal Derbia) est le nom couramment donné à une rencontre de football opposant la Real Sociedad, club de la province du Guipuscoa, à l'Athletic Club, club de la province de Biscaye. Le derby incarne la rivalité entre les deux provinces.

## Histoire
Le derby se joue pour la première fois en 1923 et dès l'origine, il attire l'attention des locaux[réf. nécessaire]. Pendant certaines périodes, le derby ne se joue pas car la Real Sociedad est en seconde division ; l'Athletic Club n'est lui jamais descendu dans une division inférieure.
La rencontre du 5 décembre 1976 a une place particulière dans l'histoire de cette rencontre : dans un contexte marqué par la mort de Francisco Franco l'année précédente et où les particularismes régionaux demeurent interdits, les capitaines des deux équipes, Inaxio Kortabarria pour la Real Sociedad et José Ángel Iribar pour l'Athletic Club, brandissent ensemble lors de leur entrée sur le terrain le symbole basque de l'ikurriña, causant une vive émotion des spectateurs basques présents au stade. Ce drapeau est progressivement utilisé dans l'espace public après cette rencontre et devient drapeau officiel de la Communauté autonome du Pays basque en 1979 après l'adoption du statut de Guernica.
Le 3 Avril 2021, ils s'affrontent en finale de la Coupe du Roi pour la première fois, la Real Sociedad remporte le match 1-0.

## Résultats
| Saison    | Date       | Domicile      | Domicile | Extérieur | Extérieur     |
| --------- | ---------- | ------------- | -------- | --------- | ------------- |
| 1928-1929 | 10/02/1929 | Real Sociedad | 1        | 1         | Athletic Club |
| 1928-1929 | 28/04/1929 | Athletic Club | 4        | 2         | Real Sociedad |
| 1929-1930 | 15/12/1929 | Athletic Club | 2        | 2         | Real Sociedad |
| 1929-1930 | 16/02/1930 | Real Sociedad | 1        | 7         | Athletic Club |
| 1930-1931 | 14/12/1930 | Athletic Club | 6        | 1         | Real Sociedad |
| 1930-1931 | 15/02/1931 | Real Sociedad | 1        | 0         | Athletic Club |
| 1931-1932 | 10/01/1932 | Athletic Club | 5        | 1         | Real Sociedad |
| 1931-1932 | 13/03/1932 | Real Sociedad | 3        | 2         | Athletic Club |
| 1932-1933 | 01/01/1933 | Real Sociedad | 2        | 4         | Athletic Club |
| 1932-1933 | 05/03/1933 | Athletic Club | 1        | 2         | Real Sociedad |
| 1933-1934 | 17/12/1933 | Real Sociedad | 3        | 0         | Athletic Club |
| 1933-1934 | 18/02/1934 | Athletic Club | 2        | 1         | Real Sociedad |
| 1934-1935 | 03/02/1935 | Athletic Club | 7        | 0         | Real Sociedad |
| 1934-1935 | 21/04/1935 | Real Sociedad | 0        | 4         | Athletic Club |
| 1941-1942 | 26/10/1941 | Athletic Club | 4        | 1         | Real Sociedad |
| 1941-1942 | 01/02/1942 | Real Sociedad | 0        | 1         | Athletic Club |
| 1943-1944 | 19/12/1943 | Real Sociedad | 1        | 4         | Athletic Club |
| 1943-1944 | 02/04/1944 | Athletic Club | 3        | 0         | Real Sociedad |
| 1947-1948 | 28/09/1947 | Athletic Club | 1        | 3         | Real Sociedad |
| 1947-1948 | 11/01/1948 | Real Sociedad | 0        | 3         | Athletic Club |
| 1949-1950 | 11/09/1949 | Real Sociedad | 2        | 3         | Athletic Club |
| 1949-1950 | 18/12/1949 | Athletic Club | 5        | 2         | Real Sociedad |
| 1950-1951 | 29/10/1950 | Real Sociedad | 3        | 0         | Athletic Club |
| 1950-1951 | 04/03/1951 | Athletic Club | 7        | 1         | Real Sociedad |
| 1951-1952 | 16/12/1951 | Real Sociedad | 1        | 4         | Athletic Club |
| 1951-1952 | 13/04/1952 | Athletic Club | 4        | 1         | Real Sociedad |
| 1952-1953 | 28/09/1952 | Real Sociedad | 3        | 1         | Athletic Club |
| 1952-1953 | 01/02/1953 | Athletic Club | 6        | 1         | Real Sociedad |
| 1953-1954 | 29/11/1953 | Athletic Club | 1        | 3         | Real Sociedad |
| 1953-1954 | 28/03/1954 | Real Sociedad | 1        | 1         | Athletic Club |
| 1954-1955 | 05/12/1954 | Real Sociedad | 3        | 3         | Athletic Club |
| 1954-1955 | 27/03/1955 | Athletic Club | 1        | 0         | Real Sociedad |
| 1955-1956 | 30/10/1955 | Athletic Club | 3        | 0         | Real Sociedad |
| 1955-1956 | 04/03/1956 | Real Sociedad | 2        | 2         | Athletic Club |
| 1956-1957 | 21/10/1956 | Real Sociedad | 3        | 4         | Athletic Club |
| 1956-1957 | 10/02/1957 | Athletic Club | 2        | 0         | Real Sociedad |
| 1957-1958 | 01/12/1957 | Athletic Club | 2        | 2         | Real Sociedad |
| 1957-1958 | 30/03/1958 | Real Sociedad | 1        | 0         | Athletic Club |
| 1958-1959 | 09/11/1958 | Real Sociedad | 1        | 1         | Athletic Club |
| 1958-1959 | 08/03/1959 | Athletic Club | 1        | 0         | Real Sociedad |
| 1959-1960 | 04/10/1959 | Athletic Club | 4        | 0         | Real Sociedad |
| 1959-1960 | 24/01/1960 | Real Sociedad | 1        | 3         | Athletic Club |
| 1960-1961 | 27/11/1960 | Athletic Club | 2        | 2         | Real Sociedad |
| 1960-1961 | 19/03/1961 | Real Sociedad | 0        | 0         | Athletic Club |
| 1961-1962 | 17/09/1961 | Athletic Club | 3        | 3         | Real Sociedad |
| 1961-1962 | 07/01/1962 | Real Sociedad | 0        | 2         | Athletic Club |
| 1967-1968 | 12/11/1967 | Real Sociedad | 1        | 1         | Athletic Club |
| 1967-1968 | 03/03/1968 | Athletic Club | 1        | 1         | Real Sociedad |
| 1968-1969 | 01/12/1968 | Athletic Club | 3        | 1         | Real Sociedad |
| 1968-1969 | 23/03/1969 | Real Sociedad | 2        | 0         | Athletic Club |
| 1969-1970 | 16/11/1969 | Athletic Club | 1        | 0         | Real Sociedad |
| 1969-1970 | 15/03/1970 | Real Sociedad | 2        | 0         | Athletic Club |
| 1970-1971 | 13/12/1970 | Real Sociedad | 2        | 1         | Athletic Club |
| 1970-1971 | 04/04/1971 | Athletic Club | 1        | 1         | Real Sociedad |
| 1971-1972 | 06/01/1972 | Athletic Club | 1        | 2         | Real Sociedad |
| 1971-1972 | 07/05/1972 | Real Sociedad | 1        | 0         | Athletic Club |
| 1972-1973 | 07/01/1973 | Athletic Club | 2        | 1         | Real Sociedad |
| 1972-1973 | 20/05/1973 | Real Sociedad | 1        | 0         | Athletic Club |
| 1973-1974 | 16/09/1973 | Real Sociedad | 2        | 1         | Athletic Club |
| 1973-1974 | 27/01/1974 | Athletic Club | 1        | 2         | Real Sociedad |
| 1974-1975 | 12/01/1975 | Real Sociedad | 3        | 0         | Athletic Club |
| 1974-1975 | 18/05/1975 | Athletic Club | 2        | 1         | Real Sociedad |
| 1975-1976 | 30/11/1975 | Athletic Club | 2        | 0         | Real Sociedad |
| 1975-1976 | 28/03/1976 | Real Sociedad | 3        | 2         | Athletic Club |
| 1976-1977 | 05/12/1976 | Real Sociedad | 5        | 0         | Athletic Club |
| 1976-1977 | 24/04/1977 | Athletic Club | 4        | 2         | Real Sociedad |
| 1977-1978 | 08/01/1978 | Athletic Club | 1        | 0         | Real Sociedad |
| 1977-1978 | 30/04/1978 | Real Sociedad | 2        | 1         | Athletic Club |
| 1978-1979 | 21/01/1979 | Real Sociedad | 2        | 1         | Athletic Club |
| 1978-1979 | 03/06/1979 | Athletic Club | 1        | 1         | Real Sociedad |
| 1979-1980 | 16/09/1979 | Athletic Club | 0        | 1         | Real Sociedad |
| 1979-1980 | 03/02/1980 | Real Sociedad | 4        | 0         | Athletic Club |
| 1980-1981 | 30/11/1980 | Real Sociedad | 4        | 1         | Athletic Club |
| 1980-1981 | 29/03/1981 | Athletic Club | 0        | 2         | Real Sociedad |
| 1981-1982 | 27/12/1981 | Athletic Club | 1        | 1         | Real Sociedad |
| 1981-1982 | 25/04/1982 | Real Sociedad | 2        | 1         | Athletic Club |
| 1982-1983 | 19/12/1982 | Real Sociedad | 1        | 1         | Athletic Club |
| 1982-1983 | 17/04/1983 | Athletic Club | 2        | 0         | Real Sociedad |
| 1983-1984 | 01/01/1984 | Real Sociedad | 0        | 1         | Athletic Club |
| 1983-1984 | 29/04/1984 | Athletic Club | 2        | 1         | Real Sociedad |
| 1984-1985 | 21/12/1984 | Athletic Club | 1        | 1         | Real Sociedad |
| 1984-1985 | 17/03/1985 | Real Sociedad | 1        | 2         | Athletic Club |
| 1985-1986 | 10/11/1985 | Athletic Club | 2        | 0         | Real Sociedad |
| 1985-1986 | 09/03/1986 | Real Sociedad | 1        | 0         | Athletic Club |
| 1986-1987 | 14/09/1986 | Athletic Club | 1        | 1         | Real Sociedad |
| 1986-1987 | 04/01/1987 | Real Sociedad | 2        | 1         | Athletic Club |
| 1987-1988 | 18/10/1987 | Athletic Club | 1        | 4         | Real Sociedad |
| 1987-1988 | 06/03/1988 | Real Sociedad | 0        | 1         | Athletic Club |
| 1988-1989 | 06/11/1988 | Real Sociedad | 1        | 0         | Athletic Club |
| 1988-1989 | 16/04/1989 | Athletic Club | 2        | 3         | Real Sociedad |
| 1989-1990 | 03/09/1989 | Athletic Club | 1        | 0         | Real Sociedad |
| 1989-1990 | 21/01/1990 | Real Sociedad | 0        | 0         | Athletic Club |
| 1990-1991 | 25/11/1990 | Real Sociedad | 0        | 1         | Athletic Club |
| 1990-1991 | 21/04/1991 | Athletic Club | 2        | 1         | Real Sociedad |
| 1991-1992 | 17/11/1991 | Real Sociedad | 2        | 0         | Athletic Club |
| 1991-1992 | 05/04/1992 | Athletic Club | 2        | 1         | Real Sociedad |
| 1992-1993 | 18/10/1992 | Athletic Club | 2        | 0         | Real Sociedad |
| 1992-1993 | 14/03/1993 | Real Sociedad | 1        | 0         | Athletic Club |
| 1993-1994 | 09/01/1994 | Athletic Club | 0        | 0         | Real Sociedad |
| 1993-1994 | 08/05/1994 | Real Sociedad | 0        | 0         | Athletic Club |
| 1994-1995 | 08/01/1995 | Athletic Club | 0        | 0         | Real Sociedad |
| 1994-1995 | 28/05/1995 | Real Sociedad | 5        | 0         | Athletic Club |
| 1995-1996 | 07/01/1996 | Athletic Club | 0        | 0         | Real Sociedad |
| 1995-1996 | 19/05/1996 | Real Sociedad | 2        | 2         | Athletic Club |
| 1996-1997 | 02/10/1996 | Athletic Club | 1        | 3         | Real Sociedad |
| 1996-1997 | 02/03/1997 | Real Sociedad | 0        | 0         | Athletic Club |
| 1997-1998 | 05/10/1997 | Athletic Club | 1        | 1         | Real Sociedad |
| 1997-1998 | 08/02/1998 | Real Sociedad | 1        | 1         | Athletic Club |
| 1998-1999 | 08/11/1998 | Real Sociedad | 3        | 1         | Athletic Club |
| 1998-1999 | 04/04/1999 | Athletic Club | 0        | 0         | Real Sociedad |
| 1999-2000 | 05/12/1999 | Athletic Club | 1        | 1         | Real Sociedad |
| 1999-2000 | 16/04/2000 | Real Sociedad | 4        | 1         | Athletic Club |
| 2000-2001 | 14/01/2001 | Real Sociedad | 0        | 2         | Athletic Club |
| 2000-2001 | 10/06/2001 | Athletic Club | 1        | 3         | Real Sociedad |
| 2001-2002 | 26/08/2001 | Real Sociedad | 1        | 3         | Athletic Club |
| 2001-2002 | 13/01/2002 | Athletic Club | 2        | 1         | Real Sociedad |
| 2002-2003 | 01/09/2002 | Real Sociedad | 4        | 2         | Athletic Club |
| 2002-2003 | 02/02/2003 | Athletic Club | 3        | 0         | Real Sociedad |
| 2003-2004 | 28/09/2003 | Athletic Club | 1        | 0         | Real Sociedad |
| 2003-2004 | 15/02/2004 | Real Sociedad | 1        | 1         | Athletic Club |
| 2004-2005 | 21/11/2004 | Real Sociedad | 3        | 2         | Athletic Club |
| 2004-2005 | 10/04/2005 | Athletic Club | 3        | 0         | Real Sociedad |
| 2005-2006 | 28/08/2005 | Athletic Club | 3        | 0         | Real Sociedad |
| 2005-2006 | 22/01/2006 | Real Sociedad | 3        | 3         | Athletic Club |
| 2006-2007 | 27/08/2006 | Athletic Club | 1        | 1         | Real Sociedad |
| 2006-2007 | 28/01/2007 | Real Sociedad | 0        | 2         | Athletic Club |
| 2010-2011 | 05/12/2010 | Real Sociedad | 2        | 0         | Athletic Club |
| 2010-2011 | 23/04/2011 | Athletic Club | 2        | 1         | Real Sociedad |
| 2011-2012 | 02/10/2011 | Real Sociedad | 1        | 2         | Athletic Club |
| 2011-2012 | 04/03/2012 | Athletic Club | 2        | 0         | Real Sociedad |
| 2012-2013 | 29/09/2012 | Real Sociedad | 2        | 0         | Athletic Club |
| 2012-2013 | 22/02/2013 | Athletic Club | 1        | 3         | Real Sociedad |
| 2013-2014 | 05/01/2014 | Real Sociedad | 2        | 0         | Athletic Club |
| 2013-2014 | 11/05/2014 | Athletic Club | 1        | 1         | Real Sociedad |
| 2014-2015 | 14/12/2014 | Real Sociedad | 1        | 1         | Athletic Club |
| 2014-2015 | 28/04/2015 | Athletic Club | 1        | 1         | Real Sociedad |
| 2015-2016 | 26/09/2015 | Real Sociedad | 0        | 0         | Athletic Club |
| 2015-2016 | 21/02/2016 | Athletic Club | 0        | 1         | Real Sociedad |
| 2016-2017 | 16/10/2016 | Athletic Club | 3        | 2         | Real Sociedad |
| 2016-2017 | 12/03/2017 | Real Sociedad | 0        | 2         | Athletic Club |
| 2017-2018 | 16/12/2017 | Athletic Club | 0        | 0         | Real Sociedad |
| 2017-2018 | 28/04/2018 | Real Sociedad | 3        | 1         | Athletic Club |
| 2018-2019 | 05/10/2018 | Athletic Club | 1        | 3         | Real Sociedad |
| 2018-2019 | 02/02/2018 | Real Sociedad | 2        | 1         | Athletic Club |
| 2019-2020 | 30/08/2019 | Athletic Club | 2        | 0         | Real Sociedad |
| 2019-2020 | 09/02/2020 | Real Sociedad | 2        | 1         | Athletic Club |
| 2020-2021 | 31/12/2020 | Athletic Club | 0        | 1         | Real Sociedad |
| 2020-2021 | 07/04/2021 | Real Sociedad | 1        | 1         | Athletic Club |
| 2021-2022 | 31/10/2021 | Real Sociedad | 1        | 1         | Athletic Club |
| 2021-2022 | 20/02/2022 | Athletic Club | 4        | 0         | Real Sociedad |
| 2022-2023 | 14/01/2023 | Real Sociedad | 3        | 1         | Athletic Club |
| 2022-2023 | 15/04/2023 | Athletic Club | 2        | 0         | Real Sociedad |
| 2023-2024 | 30/09/2023 | Real Sociedad | 3        | 0         | Athletic Club |
| 2023-2024 | 13/01/2024 | Athletic Club | 2        | 1         | Real Sociedad |
| 2024-2025 | 24/11/2024 | Athletic Club | 1        | 0         | Real Sociedad |
| 2024-2025 | 04/05/2025 | Real Sociedad |          |           | Athletic Club |

## Derby féminin
Le derby basque est également disputé entre les sections féminines de la Real Sociedad et de l'Athletic Bilbao. Disputé pour la première fois le 14 octobre 2006, il rassemble régulièrement plus de 20 000 spectateurs depuis qu'il est disputé à Anoeta ou San Mamés, ce qui en fait l'une des principales affiches du football féminin espagnol,. Le premier derby à Anoeta a lieu le 14 mai 2018 devant 21 234 personnes, puis le record est battu l'année suivante avec 28 367 personnes.
| Équipe          | Championnat d'Espagne            | Coupe de la Reine | Coupe du Pays basque                               |
| --------------- | -------------------------------- | ----------------- | -------------------------------------------------- |
| Athletic Bilbao | 5 (2003, 2004, 2005, 2007, 2016) | 0                 | 8 (2011, 2013, 2014, 2015, 2016, 2017, 2018, 2021) |
| Real Sociedad   | 0                                | 1 (2019)          | 4 (2012, 2019, 2020, 2022)                         |